# Dorothy Heyward
Dorothy Heyward (Wooster, 6 de junio de 1890 - Nueva York, 19 de noviembre de 1961) fue una comediógrafa estadounidense.
Estudió en las universidades de Columbia y Harvard. En 1924 escribió su primera obra, Nancy Ann, con la que obtuvo muy buenas críticas, éxito de público y el premio de teatro de la Universidad de Harvard.
En 1927 escribe en colaboración con su marido, DuBose Heyward, el drama Porgy, sobre el que se escribiría la ópera Porgy and Bess.
Otras obras en colaboración con su marido fueron Mamba’s Daughters (1939), South Pacific (1944) y Set My People Free (1948).
También escribió novelas, en este caso sin colaboración. Una de sus obras de este género, Three-a-Day (1930), ganó el Premio Pulitzer.